# 贝尔托涅
贝尔托涅（法語：Bertogne，法語發音：[bɛʁtɔɲ]）是比利时瓦隆大区盧森堡省的城镇和旧市镇。贝尔托涅原为一独立市镇，2024年12月2日，贝尔托涅并入市镇巴斯托涅。

## 历史
1977年，市镇隆尚和弗拉米耶日的主体部分并入贝尔托涅。2024年12月2日，贝尔托涅并入市镇巴斯托涅，1977年合并前的各市镇成为了巴斯托涅的片区。